# جهان آباد (مقاطعة فامنين)
جهان‌آباد (بالفارسية: جهان‌آباد) هي قرية تقع في Khorram Dasht Rural District في إيران. يقدر عدد سكانها بـ 1,243 نسمة .